# 岐阜県道365号和知兼山停車場線
岐阜県道365号和知兼山停車場線（ぎふけんどう365ごう わちかねやまていしゃじょうせん）は、かつて岐阜県加茂郡八百津町和知から兼山橋を通り、同県可児市兼山の名鉄八百津線兼山駅跡までを結んでいた（一般県道）である。2019年（令和元年）7月12日に廃止された。

## 概要
兼山駅は2001年（平成13年）9月30日の名鉄八百津線廃止と同時に撤去されているが、道路名は改称されることはなかった。約800mの短い路線であった。

### 路線データ
岐阜県公報によると、廃止時点での路線データは以下の通り。
- 起点：岐阜県加茂郡八百津町和知（岐阜県道350号野上古井線交点）
- 終点：兼山停車場（岐阜県可児市兼山、旧名鉄八百津線兼山駅）
- 総延長：0.808km

## 重複路線
- 岐阜県道381号多治見八百津線（可児市 兼山橋南交差点 - 可児市兼山〔旧兼山駅前〕）

## 通過していた自治体
- 岐阜県
  - 加茂郡
    - 八百津町

  - 可児市

## 接続していた道路
- 岐阜県道350号野上古井線（加茂郡八百津町和知）
- 岐阜県道381号多治見八百津線（可児市 兼山橋南交差点、可児市兼山〔旧兼山駅前〕）

## 周辺
- 木曽川
- 兼山ダム